# راب مورگان
راب مورگان (انگلیسی: Rob Morgan؛ زادهٔ ۲۴ فوریهٔ ۱۹۷۳) بازیگر آمریکایی است. وی از سال ۲۰۰۴ میلادی تاکنون مشغول فعالیت بوده‌است. در سال ۲۰۲۰، او در رتبه بیستم فهرست نیویورک تایمز از ۲۵ بازیگر برتر قرن بیست و یکم قرار گرفت.
از فیلم‌ها یا برنامه‌های تلویزیونی که وی در آن نقش داشته‌است می‌توان به گل‌گرفته، چیزهای عجیب، تالاب‌ها و بالا را نگاه نکن (۲۰۲۱) اشاره کرد.